# Zatrzymani w czasie
Zatrzymani w czasie (ang. Clockstoppers) – amerykański film z roku 2002.

## Opis fabuły
Grupa nastolatków przypadkiem znajduje dziwny zegarek i postanawiają go uruchomić. Okazuje się, że ten zegarek potrafi zatrzymywać czas.

## Obsada

### Aktorzy
- Jesse Bradford – Zak Gibbs
- French Stewart – dr Earl Dopler
- Paula Garcés – Francerka DeLaCruz
- Michael Bieh – Henry Gates
- Robin Thomas – dr George Gibbs
- Jason Winston George – Richard
- Linda Kim – Jay
- Julia Sweeney – Mama
- Lindze Letherman – Kelly
- Jeff Ricketts – Oficer Meyers
- Jonathan Frakes – Bystander
- Miko Hughes – Młody Dopler
- Scott Thompson – Tata turysta
- Jenifer Manley – Ochroniarz
- Esperanza Catubig – Ticket Agent
- Ken Jenkis – Agent Moore
- Garikavi Mutambirwa – Meeker
- Finneus Egan – Przyjaciel Ditmara
- Joey Simmrin – Rick Ditmar
- Oanh Nguyen – Graduate Student
- Tony Abatemarco – Administrator
- Deborah Rawlings – Mama turystka
- Funkmaster Flex – Large Mike
- Eric Baugh – Tagger
- Gina Hecht – Mater Maid
- Pamela Dunlap – Vice Principal
- Janette Goldsetin – Lekarka
- Rece Jones – Tancerz
- Colin McClean – Strażnik Q.T.
- Billy Mayo – Agent Q.T.
- Lani Tuyor-Stanbery – Tancerz
- Aisha R. Delaria – Tancerz
- Andrew James Armstrong – Sportowiec Hot Skates
- Brad "Chip" Pope – Zdezorientowany student pierwszego roku
- Alphonzo Rawls – Tancerz
- Sherman Shoate – Tancerz
- Tom Parks – Detewtyw
- Frank Howard – Tancerz
- Malenie Mayron – Kierownik w nocy
- Larry Carrol – Prezenter wiadomości
- DJ Midas – Przeciwnik Flaviusa
- Rachel Arieff – Sprzedawczyni w Hot Skates
- Giacomo Vernice – Tancerz
- DJ Swamp – Flavius
- Kimberly Morrow – Tancerz
- Caroline Fogarty – Pracownik
- Joel Huggins – Pracownik
- Dwight Armstrong – Nose-Ring Boy
- Jer-Lyn Benjamin – Tancerz
- Clifford McGee – Tancerz
- Alfie Lewis – Tancerz
- Monet "Fusion" Ludlow – Tancerz
- Jon Alan Lee – Pracownik
- Jodie Milks – Dzielna studentka pierwszego roku
- Earl Barlow – Darius Boorn
- Darius Boorn – Technik Q.T.
- Diana Carreno – Tancerz
- Eric Nathaniel Brown – Technik Q.T.
- Tiffany Paul – Towarzyszka w laboratorium
- Eric Brown – Technik Q.T.
- Sean A. Rosales – Deskorolkarz
- Nikki Martinez – Sushine
- Bailey Brown – Tancerz
- Eric Lichtenberg – Pasażer samolotu

### Produkcja
- Gale Anne Hurd (producent)
- Albie Hecht (producent wykonawczy)
- Julia Pistor (producent)